# Isola Livingston

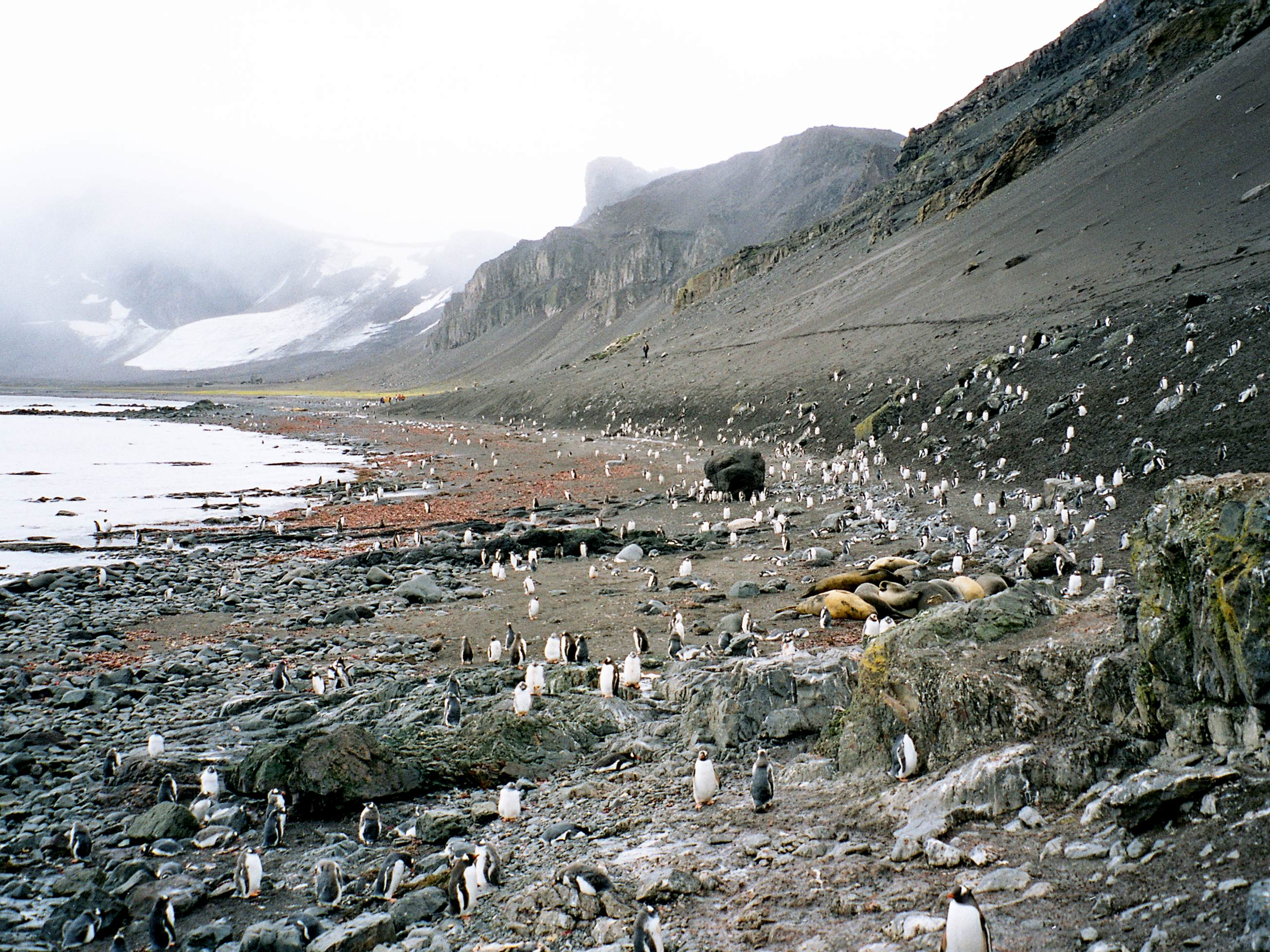
Hannah Point.

L'isola Livingston è la seconda più grande isola nelle Shetland Meridionali, in Antartide. L'isola si estende in senso est-ovest per 73 km, e ha un'area di 974 km²: essa è situata nell'oceano Antartico fra il canale di Drake e lo stretto di Bransfield, 110 km a nord-ovest della penisola Antartica e 830 km a sud-sud-est del capo Horn.

## Geografia
La formazione principale montuosa, i Monti Tangra nella regione sudorientale, è lunga 30 km e alta 1700 m. La maggior parte dell'Isola Livingston è coperta da una calotta di ghiaccio, che in molti settori forma la linea costiera. Il clima è antartico marittimo. Le temperature sono piuttosto costanti e raramente eccedono 3 °C di estate o scendono sotto –11 °C nell'inverno. Tuttavia, l'isola è famosa per il suo clima, che è inclemente, essendo altamente variabile, ventoso, umido e privo di sole.

## Storia
Livingston è stata scoperta dall'inglese William Smith il 19 febbraio 1819 e durante gli anni successivi è diventata un centro di sfruttamento della fauna marina. Di quel periodo (XIX secolo) rimangono ancora su Livingston capanne, barche ed altri manufatti dei cacciatori di foche statunitensi ed inglesi. L'isola possiede la concentrazione più grande di luoghi storici in Antartide (dopo la Georgia del Sud).
L'isola è governata secondo il regime del trattato Antartico. Lungo la Baia meridionale esistono dal 1988 le basi scientifiche Juan Carlos I (Spagna) e San Clemente di Ocrida (Bulgaria), mentre la piccola base dottor Guillermo Mann (Cile) è operativa dal 1991.
Il Punto Hannah, sul litorale sud di Livingston, e l'isola Half Moon, vicino al litorale orientale, sono fra le destinazioni più popolari del turismo antartico, visitate frequentemente da navi turistiche.

## Conservazione
Ci sono due aree naturali protette sull'isola, la penisola Byers (ASPA 126)  e il Capo Shirreff e isola San Telmo (ASPA 149).

### Cartografia
- (EN)  L.L. Ivanov et al, Antarctica: Livingston Island, South Shetland Islands (from English Strait to Morton Strait, with illustrations and ice-cover distribution), 1:100000 scale topographic map, Antarctic Place-names Commission of Bulgaria, Sofia, 2005
- (EN)  L.L. Ivanov. Antarctica: Livingston Island and Greenwich, Robert, Snow and Smith Islands. Scale 1:120000 topographic map. Troyan: Manfred Wörner Foundation, 2009. ISBN 978-954-92032-6-4
- (EN)  L.L. Ivanov. Antarctica: Livingston Island and Smith Island. Scale 1:120000 topographic map. Manfred Wörner Foundation, 2017. ISBN 978-619-90008-3-0